# Gewog di Wangphu
Il gewog di Wangphu è uno degli undici raggruppamenti di villaggi del distretto di Samdrup Jongkhar, nella regione Orientale, in Bhutan.